# 東京タラレバ娘
『東京タラレバ娘』（とうきょうタラレバむすめ）は、東村アキコによる日本の漫画作品。『Kiss』（講談社）にて2014年5月号から2017年6月号まで連載された。同誌では『海月姫』も連載されており、2本立てで掲載されることもあったが、2015年10月号以降は本作品が毎号連載、『海月姫』が隔月連載となった。単行本は全9巻と番外編『東京タラレバ娘 リターンズ』が発売された。2021年2月時点で電子含むシリーズ累計550万部を突破している。
2013年9月に、2020年のオリンピック開催地が東京に決定した後、作者のアラサー・アラフォーの独身の友人たちが次々と「一人で（または親と）東京オリンピックを見るなんて嫌だ」と言い出したことを元ネタにしている。
2017年に日本テレビ系にてテレビドラマ化された。
2019年から、新シリーズの『東京タラレバ娘 シーズン2』が、同じく『Kiss』の2019年6月号より2021年11月号まで連載。
2021年7月には本作品とカントリーマアムがコラボレートし、限定商品が発売。
2024年6月には本作品がほろよいのCM「『夢中がはじまる。』篇」内で描き下ろしイラストで一部登場する。

## あらすじ
あの時彼がもう少しセンスが良かったらプロポーズを受けていたのに（倫子談）。バンドマンの彼がもう少し芽が出る可能性があったら（香談）。こうしていたら…、ああすれば…、高い理想を掲げて根拠もなく仮定の話を積み上げているうちに、気が付けば独身のまま33歳になっていた。
脚本家の鎌田倫子は、恋も仕事も上手くいかず、高校時代からの親友である香、小雪と焦りながらも「女子会」を繰り返す日々を送っていた。そんな話ばかりしていると、突然、金髪の美青年に「このタラレバ女！」と言い放たれてしまう。
いつのまにか金髪の美青年はいつもの飲み屋「呑んべえ」の常連となり、倫子たちと何かしら関わってくる。

## 登場人物

### 主要人物
3人は親友同士で、事あるごとに（事なくとも）女子会と称して飲みまくっている。
鎌田倫子（かまた りんこ）
脚本家。33歳。
大学卒業後に脚本家を目指して制作会社に就職し、30歳の時に独立した。事務所は東京五輪時に建てられた表参道の古いマンション「ヴィラ・オリンピア」（屋上にプールがある）。実家は埼玉県川越市。
香（かおり）
倫子の高校時代からの親友。
表参道でネイルサロンを経営しており、美人でスタイルも良い。実家暮らしのためか家事全般が不得意。夢見がちで乙女な性格の持ち主。
小雪（こゆき）
倫子の高校時代からの親友。眼鏡をかけている。
原宿の裏通りにある大衆居酒屋「呑んべえ」の一人娘であり看板娘。両親は父親の浮気が原因で離婚している。高校卒業まで父子家庭で育ったためかシッカリ者で慎重派。

### その他
KEY（キー）〈芸名〉 / 鍵谷春樹（かぎたに はるき）〈本名〉
金髪で美青年の人気モデル。25歳。
「呑んべえ」の客で、騒がしく呑んでいた倫子たち3人を諫めたことで交流が始まる。倫子脚本のドラマに出演予定だったが、脚本を批判したことで倫子と口論になり、倫子が降板させられてしまった。その直後箱根で傷心旅行中の倫子とセックスする。
生まれつき慢性腎炎を患っており入退院を繰り返していた。
10歳のときに主治医として曜子（当時24歳）と出会い、18歳のときに結婚。
芝田マミ（しばた マミ）
倫子のアシスタント。19歳。金髪の毛先だけピンクな原宿ギャル（後に黒髪に染める）。
高校生の彼氏がいるが、早坂とも付き合う。その他にも仲の良い男性は多いようで、倫子曰く「良い子なんだけど恋愛感覚はブッ飛び過ぎている」とのこと。
脚本の才能はあるようで将来有望株。見た目に反して礼儀正しくフットワークが軽いところも業界内で好評な模様。
早坂
制作会社のディレクター。35歳。
10年前、ADだった新人時代に、当時同僚だった倫子に結婚を前提に交際を申し込んだが断られた過去を持つ。マミに彼氏がいるのを承知で付き合い始める。
出身は1巻では東北となっているが、7巻では八王子となっている。
涼（りょう）
BUMKEYS（バンキーズ）という人気バンドのギタリスト。香と同い年であり10年前に同棲していた元カレ。
当時は売れないミュージシャンだったため結婚に至らないまま、香の浮気が原因で破局。現在はモデルの彼女がいるが、香とはセフレ関係。
丸井良夫（まるい よしお）
小雪の留守中に店番をしていた倫子と香が、店に出たゴキブリを退治してもらうために捕まえた通りすがりのサラリーマン。35歳。
小雪のタイプど真ん中で、妻子がいると告白した上で不倫関係に陥る。妻・織乃は第二子出産のため長女を連れて博多に里帰り中。本人曰く夫婦仲は上手くいっていないようである。
奥田（おくだ）
渋谷で映画バーを営むマッチョなイケメン。
一時的に倫子と付き合うが、映画マニアな面に倫子が辟易としてしまい破局。
沢田曜子（さわだ ようこ）
KEYの亡妻。
生前は医師をしており、初めて受け持った患者がKEYだった。30歳のときにガンを発症して、それを機にKEYと結婚するも33歳で死去。
祥子（しょうこ）
KEYが所属するＨ＆Ｒモデルエージェンシーの社長。KEYの亡妻の姉。
堂越統（どうごし）
祥子と旧知のドキュメンタリー映画監督。
この20年で5本しか撮っていないものの、その全てが国際的な映画祭で受賞しているという天才監督。
タラちゃん、レバちゃん
タラの形をしているのがタラちゃん。
レバーの形をしているのがレバちゃん。倫子たちにキツイダメ出しをする。

## 書誌情報
- 東村アキコ 『東京タラレバ娘』 講談社〈KC Kiss〉、全9巻[11]
  1. 2014年09月12日発売、ISBN 978-4-06-340935-2
  2. 2015年05月13日発売、ISBN 978-4-06-340956-7
  3. 2015年08月12日発売、ISBN 978-4-06-340964-2
  4. 2015年12月11日発売、ISBN 978-4-06-340974-1
  5. 2016年05月13日発売、ISBN 978-4-06-340988-8
  6. 2016年09月13日発売、ISBN 978-4-06-340997-0
  7. 2017年01月13日発売、ISBN 978-4-06-398007-3
  8. 2017年04月13日発売、ISBN 978-4-06-398017-2
  9. 2017年07月13日発売、ISBN 978-4-06-398024-0

## テレビドラマ
2017年1月18日から3月22日まで毎週水曜22時 - 23時に日本テレビ系「水曜ドラマ」枠で放送された。吉高由里子は2014年の『花子とアン』（NHK）以来の連続ドラマ主演となった。
『東京タラレバ娘2020』（とうきょうタラレバむすめ2020）と題して、2017年1月期に放送された連続ドラマから3年後の女たちの姿を描くスペシャルドラマが、2020年10月7日に放送された。

### キャスト
本項は原作と一部異なる設定があるため、ドラマ版の登場人物を記述する。また、タラレバ女の3人は高校卒業と共に地方から上京した設定になっているが、出身地に関しては劇中で言及されていない。

#### タラレバ女
鎌田倫子〈30〉
演- 吉高由里子
1986年5月23日生まれ。独身、彼氏ナシ、仕事もイマイチの売れない脚本家。
原作では33歳であるが、本作品では年齢設定が引き下げられている。
山川香〈30〉
演 - 榮倉奈々
1986年7月12日生まれ。倫子の高校時代からの親友で、ネイリスト。
原作では実家住まいだったが、本作品ではマンションで一人暮らしである。
鳥居小雪〈30〉
演 - 大島優子
1986年12月26日生まれ。倫子の高校時代からの親友で、居酒屋「呑んべえ」の看板娘。
原作同様に両親は離婚しているが、原作とは違い、高校卒業までは母親と暮らし高校卒業後から父親と暮らしている。

#### その他（テレビドラマのキャスト）
KEY（鍵谷春樹）〈25〉
演 - 坂口健太郎
倫子たちを叱咤する新鋭気鋭のモデル。
辛口発言が多いが、どことなく影を持っている。
原作とは違い、倫子と関係を持ったのは「呑んべえ」で飲み潰れた倫子を彼女の住むアパートまで送り届けてそこで関係を持った。
また、原作の年齢設定から3歳引き下げられた倫子と反対に原作では23歳だった年齢設定が25歳に引き上げられていて、原作では10歳違いだった倫子との年齢差は5歳違いに縮んでいる。
早坂哲朗〈35〉
演 - 鈴木亮平
ドラマ制作会社「ジャパンテレビエンタープライズ」に勤めるドラマプロデューサー。
8年前倫子に「ダサい」を理由にフラれた過去を持つ。今は芝田マミのことが好きだが、一方で倫子のことも気にかけている。
鮫島涼〈32〉
演 - 平岡祐太
人気バンドのギタリスト。香の元彼。モデルの彼女がいる。
原作では香と再会して関係を持つのは倫子とKEYが関係を持った後だが、本作品では倫子とKEYが関係を持つ前に再会していて、双方同じ日に関係を持っている。
芝田マミ〈22〉
演 - 石川恋
倫子を慕っているドラマAD。
倫子のアシスタントであった原作とは異なり、本作品では早坂が勤務するドラマ制作会社の社員となっている。
鳥居安男〈62〉
演 - 金田明夫
居酒屋「呑んべぇ」店主。小雪の父。バツイチ。
丸井良男〈35〉
演 - 田中圭
サラリーマン。
妻帯者だが別居中と告げた上で小雪と不倫した。
タラ
声 - 加藤諒
倫子にだけ見える幻想。語尾に「タラ」を付ける。鱈の白子がモチーフ。
第8話では香の前に、第9話では小雪の前にも姿を現す。
2020スペシャルでも倫子の前に出現。
レバ
声 - あ〜ちゃん（Perfume）
倫子にだけ見える幻想。語尾に「レバ」を付ける。レバテキがモチーフ。
第8話では香の前に、第9話では小雪の前にも姿を現す。
2020スペシャルでも倫子の前に出現。

#### ゲスト
徳田芳樹
演 - 菊池均也（第1 - 3・7話）
倫子の手がけるドラマ作品の監督。
笹崎まりか
演 - 筧美和子（第2話）
倫子の代わりにドラマの脚本を担当することになった若き脚本家。
奥田優一
演 - 速水もこみち（第5・6話）
倫子とある日偶然出会うバーテンダー。料理が得意で長身でイケメン、さらに性格もいい。
一時的に倫子の彼氏になるが、一緒に過ごしていくうちに映画の嗜好などを巡るズレの発生から倫子が「噛み合わない」状況となっていき、破局する。
沢田曜子
演 - 村川絵梨（第5・9話）
KEYの元妻。若くして病気で亡くなった。
原作ではKEYの主治医だったが、本作品では元教師でKEYは当時の教え子という設定。
田口
演 - 田山涼成（第7話）
早坂の恩師。
平山敏也
演 - 野添義弘（第7話）
紗英
演 - 坂ノ上茜（第7話）
倫子が脚本を担当する北伊豆PRドラマで登場していた女優。
竹内加奈子
演 - 井上晴美（第8 - 最終話、2020スペシャル）
荒川
演 - 鼓太郎（第8 - 最終話）
朝倉理一
演 - 松下洸平（2020スペシャル）
倫子の恋人。図書館勤務。
平沢牧子
演 ‐ 山下容莉枝（2020スペシャル）
ゆうの母。
平沢ゆう
演 - 渡辺大知（2020スペシャル）
香の夫。

### スタッフ
- 原作 - 東村アキコ
- 脚本 - 松田裕子
- 音楽 - 菅野祐悟
- 主題歌 - Perfume「TOKYO GIRL」（ユニバーサルJ / Perfume Records）[18]
- チーフプロデューサー - 伊藤響
- プロデューサー - 加藤正俊、鈴間広枝、鈴木香織（AXON）
- 演出 - 南雲聖一、鈴木勇馬、小室直子
- 制作協力 - AXON
- 製作著作 - 日本テレビ

### ロケ地
- 赤坂氷川神社（東京都港区赤坂）：倫子、香、小雪が初詣に行った神社[19]。
- 大倉山記念館（神奈川県横浜市港北区大倉山）：倫子がKEY出演のドラマ収録に遭遇した場所[19]。
- 箱根小涌園ユネッサン（神奈川県足柄下郡）：倫子、香、小雪が泊まった旅館[19]。

### 放送日程

#### 連続ドラマ
| 話数                                                                         | 放送日        | ラテ欄                                           | 演出     | 視聴率 |
| ---------------------------------------------------------------------------- | ------------- | ------------------------------------------------ | -------- | ------ |
| 第1話                                                                        | 2017年1月18日 | あー幸せになりたい 恋に仕事に悪戦苦闘!! 右往左往 | 南雲聖一 | 13.8%  |
| 第2話                                                                        | 1月25日       | 急展開のキス! 次の一手がわからない!!             | 南雲聖一 | 11.5%  |
| 第3話                                                                        | 2月01日       | 恋に仕事に迷走中!? 私の愛、どこだー!!            | 鈴木勇馬 | 11.9%  |
| 第4話                                                                        | 2月08日       | 初めての大ゲンカ!! 固い女の友情に亀裂            | 小室直子 | 11.4%  |
| 第5話                                                                        | 2月15日       | 崖っぷちからの奇跡の出会い                       | 南雲聖一 | 11.5%  |
| 第6話                                                                        | 2月22日       | 幸せって、結婚って何だろう                       | 鈴木勇馬 | 12.5%  |
| 第7話                                                                        | 3月01日       | 突然のキス!!… 仕事も恋もあきらめるにはまだ早い   | 小室直子 | 10.8%  |
| 第8話                                                                        | 3月08日       | 私、妊娠したかも!? 揺れる女心… 振り返らず進め!!  | 南雲聖一 | 10.5%  |
| 第9話                                                                        | 3月15日       | 会うのはこれが最後 不倫の結末とタラレバ男の涙!!  | 小室直子 | 08.5%  |
| 最終話                                                                       | 3月22日       | ついに最終回!! もがき続けた三人娘の幸せの行方!!  | 南雲聖一 | 11.1%  |
| 平均視聴率 11.4%（視聴率はビデオリサーチ調べ、関東地区・世帯・リアルタイム） |               |                                                  |          |        |

#### スペシャルドラマ
| 放送日                                                       | ラテ欄                                                                            | 演出     | 視聴率 |
| ------------------------------------------------------------ | --------------------------------------------------------------------------------- | -------- | ------ |
| 2020年10月07日                                               | あの3人娘が帰ってきた!! 結婚式で大波乱 女の幸せってなんだろう?…これはあなたの物語 | 鈴木勇馬 | 11.2%  |
| （視聴率はビデオリサーチ調べ、関東地区・世帯・リアルタイム） |                                                                                   |          |        |

### スピンオフドラマ
『東京ダラダラ娘』のタイトルで、2017年2月22日からHuluで全5話で配信。3人が独身をこじらせた“アラフォー”女性に扮した、ショートコメディドラマ。

#### キャスト（スピンオフドラマ）
蘭子
演 - 佐藤仁美
早織
演 - 小沢真珠
小梅
演 - 小林きな子
| 日本テレビ系 水曜ドラマ                                        | 日本テレビ系 水曜ドラマ                    | 日本テレビ系 水曜ドラマ              |
| 前番組                                                         | 番組名                                     | 次番組                               |
| -------------------------------------------------------------- | ------------------------------------------ | ------------------------------------ |
| 地味にスゴイ! 校閲ガール・河野悦子 （2016年10月5日 - 12月7日） | 東京タラレバ娘 （2017年1月18日 - 3月22日） | 母になる （2017年4月12日 - 6月14日） |

## 受賞

### 漫画
- このマンガがすごい!（2014年） - オンナ版・第2位[3]
- 雑誌『an・an』編集部員が選ぶ「第6回an・anマンガ大賞」（2015年）[24]。
- 2015年度コミックナタリー大賞 - 第4位[25]
- アイズナー賞最優秀アジア作品賞[26]